# Deneb Algedi
Deneb Algedi, auch Deneb al Giedi (von arabisch ذنب الجدي, DMG ḏanab al-ǧady ‚Schwanz des Ziegenböckchens‘) oder Scheddi ist der Eigenname des Sterns Delta Capricorni (δ Cap) im Sternbild Steinbock. Deneb Algedi ist ein Bedeckungsveränderlicher vom Algol-Typ, seine scheinbare Helligkeit schwankt mit einer Periode von 1,0228 Tagen zwischen 2,83 und 3,05 mag, er ist damit der hellste Stern des Sternbilds. Er ist knapp 39 Lichtjahre entfernt.
Der Stern bewegt sich für Beobachter auf der Erde mit einer Eigenbewegung von etwa 396 Millibogensekunden/Jahr über den Himmel. Bei seiner Entfernung entspricht dies einer Geschwindigkeit von etwa 22 km/s, während er sich zusätzlich mit einer Geschwindigkeit von 3 km/s auf uns zu bewegt. Im Raum bewegt sich der Stern demnach mit einer Geschwindigkeit von etwa 22,5 km/s relativ zu unserer Sonne.
Der Hauptstern des Systems ist ein weißer Hauptreihenstern (Spektralklasse A7 V) mit 1,85-fachem Durchmesser, 1,5-facher Masse und 8,5-facher Leuchtkraft der Sonne. Bei seinem Begleiter handelt es sich möglicherweise um einen orangen Stern (Spektralklasse K5) mit 1,56-fachem Durchmesser und 0,56-facher Masse der Sonne, der ihn in einem engen Abstand von etwa dem dreifachen Radius des Hauptsterns umkreist.

## Wissenschaftliche Untersuchung
Das Spektrum des Sterns zeigt Besonderheiten, nach denen er als abnormer Metalllinien-Stern (Am-Stern) klassifiziert wurde. Es zeigt Metalllinien wie ein F0-Stern, Wasserstofflinien der Balmer-Serie wie ein F1 V-Stern und Calcium-Linien wie ein A4-Stern. Für die projizierte äquatoriale Rotationsgeschwindigkeit v∙sin i wurde ein Wert von 93 km/s gefunden.